# Żleb Szulakiewicza

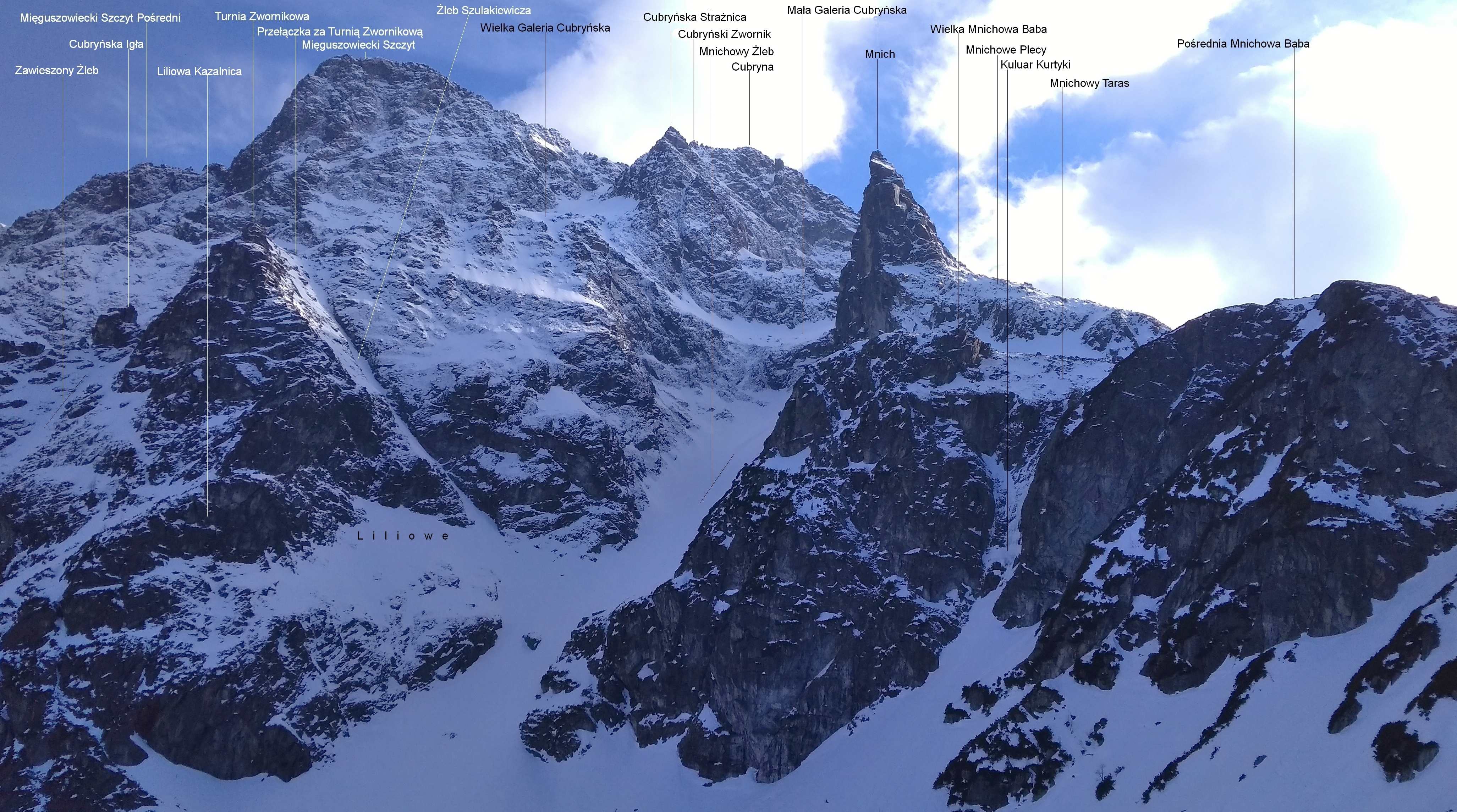
Żleb Szulakiewicza znajduje się po lewej stronie

Żleb Szulakiewicza (niem. Sulakiewicz-Schlucht, słow. Sulakiewiczov žľab, węg. Sulakiewicz-folyosó) – żleb na północnych, opadających do Morskiego Oka ścianach Cubryny w Tatrach Wysokich. Opada z Przełączki za Turnią Zwornikową (ok. 1950 m) w kierunku północnym, tworząc zachodnie ograniczenie masywu Turni Zwornikowej. Na wysokości około 1740 m uchodzi do Mnichowego Żlebu jako jego orograficznie prawe odgałęzienie. Ujście to znajduje się nieco powyżej największej z want tkwiących w Mnichowym Żlebie. Żleb Szulakiewicza jest prosty, jego deniwelacja wynosi koło 210 m. Od orograficznie lewej strony na całej swojej długości jest nakryty przewieszonymi ściankami. Prawe zbocza żlebu to częściowo płyty, częściowo trawniki. Jest w nim kilka progów. Po dolnej, lewej (patrząc od dołu) stronie Żlebu Szulakiewicza znajduje się rozległy, mało stromy taras Liliowe.
Nazwę żlebowi nadał Władysław Cywiński w 8 tomie przewodnika wspinaczkowego Tatry. Upamiętnił w ten sposób taternika Stanisława Szulakiewicza – autora kilku pierwszych przejść w Tatrach, w tym w skałach nad Morskim Okiem (zginął podczas wspinaczki na Małym Jaworowym Szczycie).
Żlebem Szulakiewicza prowadzą drogi wspinaczkowe, m.in. droga wiodąca znad Morskiego Oka przez Nadspady, Mnichowy Żleb i Żleb Szulakiewicza na szczyt Turni Zwornikowej (Od północnego zachodu Żlebem Szulakiewicza). Ma II stopień trudności w skali tatrzańskiej. Pierwszego przejścia dokonali Józef Bizoń i Stanisław Szulakiewicz, 23 lipca 1907. Zimą zazwyczaj cały żleb pokryty jest śniegiem. Po raz pierwszy zjechano nim na nartach 22 kwietnia 2000. Decyzją dyrekcji Tatrzańskiego Parku Narodowego tereny nad Morskim Okiem udostępnione zostały do uprawiania skialpinizmu.